# Joseph Vogl

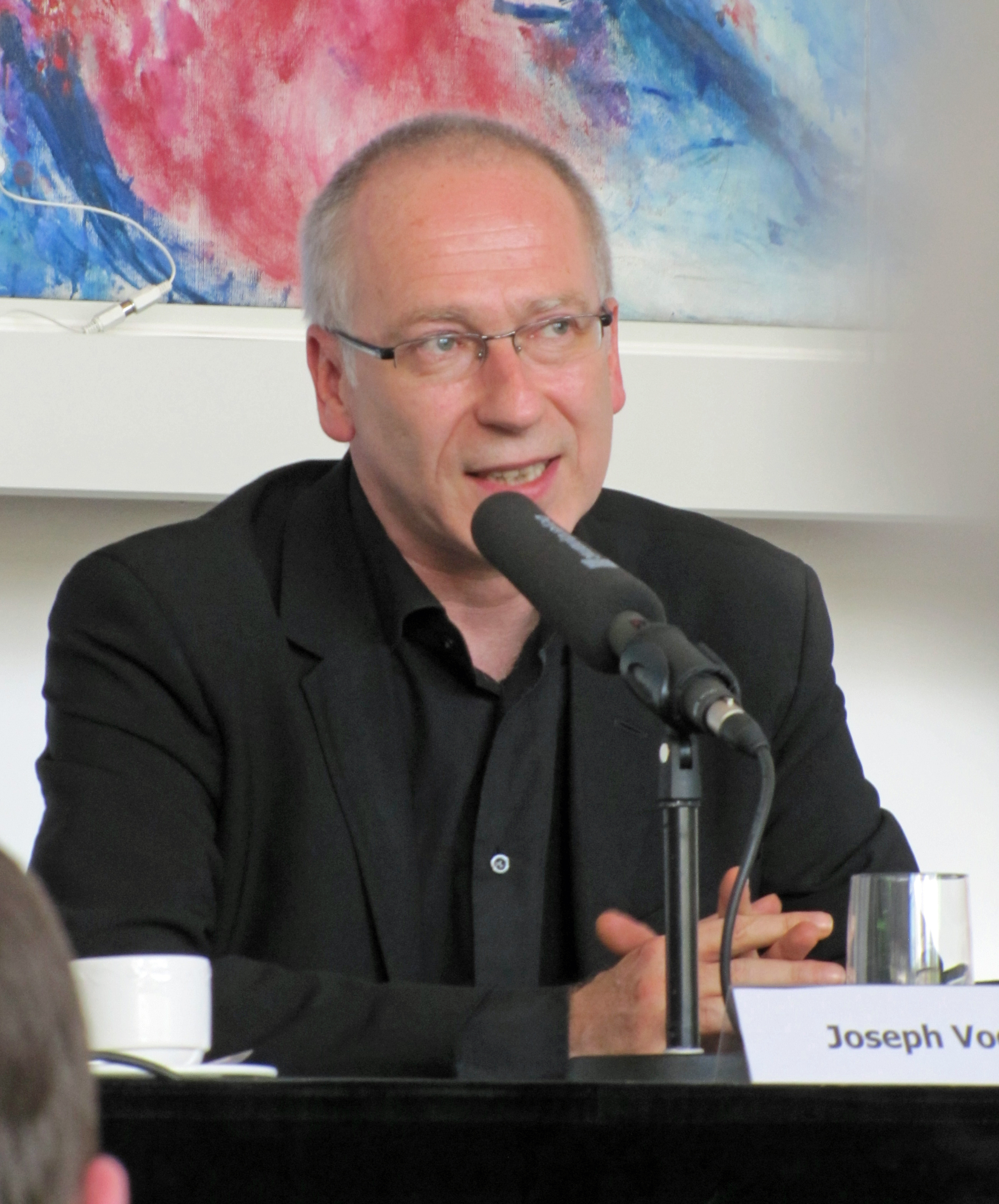
Joseph Vogl, 2012 in Frankfurt am Main

Joseph Vogl (* 5. Oktober 1957 in Eggenfelden, Niederbayern) ist ein deutscher Literatur-, Kultur- und Medienwissenschaftler und Philosoph. Er war bis 2023 Inhaber des Lehrstuhls für Neuere deutsche Literatur: Literatur- und Kulturwissenschaft/Medien an der Humboldt-Universität zu Berlin und ist Permanent Visiting Professor an der Princeton University.

## Leben
Nach seinem Abitur im Jahr 1977 studierte er Germanistik, Philosophie und Geschichte in München und Paris. 1984 erwarb er den akademischen Grad des Magister Artium an der Ludwig-Maximilians-Universität München, wo er 1990 im Fach Neuere deutsche Literatur bei Walter Müller-Seidel mit einer Arbeit zu Franz Kafka promoviert wurde. Von 1992 bis 1994 erhielt er ein Postdoktorandenstipendium der DFG und von 1995 bis 1997 ein Habilitationsstipendium. Im Jahr 1999 wurde Vogl Professor für Geschichte und Theorie künstlicher Welten an der Fakultät Medien der Bauhaus-Universität Weimar. 2001 habilitierte er sich im Fach Neuere deutsche Literaturwissenschaft an der Fakultät für Sprach- und Literaturwissenschaften der Ludwig-Maximilians-Universität München. Sein Betreuer war Gerhard Neumann.
Seit dem 1. April 2006 hatte er die Professur für Neuere deutsche Literatur: Literatur- und Kulturwissenschaft/Medien an der Humboldt-Universität Berlin inne. 2005/2006 war er Visiting Professor an der Princeton University, 2007 Visiting Professor an der University of California, Berkeley, und seit 2007 ist er Permanent Visiting Professor am Department of German der Princeton University. Am 18. Juli 2023 hielt Joseph Vogl im Hörsaal 1.101 des Universitätsgebäudes am Hegelplatz (Dorotheenstr. 24) seine Abschiedsvorlesung an der Humboldt-Universität mit dem Titel „Meteor – Versuch über das Schwebende“.
Er ist Mitgründer des PEN Berlin.

## Werk
Ein zentraler Forschungsschwerpunkt von Joseph Vogl liegt auf den „Poetologien des Wissens“ – der Verschränkung von Wissen und Literatur. Weitere Schwerpunkte sind die Geschichte und Theorie des Wissens, die Geschichte von Gefahr und Gefährlichkeit in der Neuzeit sowie der Diskurs- und Medientheorie und die Literaturgeschichte des 18. bis 20. Jahrhunderts.
Vogls Denken steht in der Tradition der Kritischen Theorie und der poststrukturalistischen Philosophie, allen voran derjenigen von Michel Foucault und Gilles Deleuze. Er ist Übersetzer von Schlüsselwerken der neueren französischen Philosophie wie Differenz und Wiederholung von Gilles Deleuze und Der Widerstreit von Jean-François Lyotard.
Beim Diaphanes-Verlag Zürich/Berlin gibt er gemeinsam mit Claus Pias die medienwissenschaftliche und wissenschaftshistorische Buchreihe sequenzia heraus.
In seinem 2010, kurz nach der globalen Krise des Finanzmarktkapitalismus von 2008 erschienenen Werk Das Gespenst des Kapitals, welches starke Resonanz fand und in zahlreiche Sprachen übersetzt wurde, prägte Vogl den Begriff der Oikodizee: Er fordert eine Entzauberung des aus der Warenwirtschaft tradierten ökonomistischen Credos (Oikodizee) der Finanzmärkte. Die liberal-ökonomischen Theorien und ihr wirkmächtiger Glauben an die unsichtbare Hand des Marktes in der Tradition von Adam Smith verkennen als säkularisierte Theodizee die irrationale, diabolische Dynamik entfesselter Geldwirtschaft.
In seinem Buch Der Souveränitätseffekt (2015) zeichnet Vogl die Genealogie der kapitalistischen Moderne mitsamt ihren Akteuren und Institutionen nach: private Financiers, Zentralbanken, Staatsgründungen. Er entlarvt damit – ähnlich wie Karl Marx – den liberalen Mythos einer Trennung von Politik und Ökonomie. Politische Entscheidungsmacht und modernes Finanzwesen gingen somit Hand in Hand. Gegenwartsdiagnostisch bestimmt Vogl einen spezifischen entdemokratisierenden Machttypus, den er in Anlehnung an Deleuze und Foucault als seigniorale Macht bezeichnet und der das internationale Governance-Regime des Finanzmarktkapitalismus strukturiert. „Die Figuren seignioraler Macht […] sind vielmehr informell, diffus, instabil und nicht in eine konzise Systemgestalt übersetzbar. Man könnte hier von einer offenen und konstellativen Verdichtung, Fusion und Interaktion von Kräften unterschiedlicher Herkunft sprechen, deren Wirksamkeit gerade in der Schwäche institutioneller oder systemischer Prägung besteht.“
Vogls Buch zeigt die Entwicklung der kapitalistischen Finanzökonomie auf und offenbart deutlich, dass wir nicht in Demokratien leben, sondern in oligarchischen Systemen globalkapitalistischer Profitmaximierung, die von politischen und ökonomischen Eliten regiert werden. Mit diesem Werk gelangte Vogl auf die Shortlist für den Preis der Leipziger Buchmesse 2015 in der Kategorie Sachbuch/Essayistik.
Ab Mitte der 1990er Jahre trat Vogl als Gesprächspartner des Filmemachers und Schriftstellers Alexander Kluge in den dctp-Kulturmagazinen auf. Die Dialoge sind 2009 auch in Buchform erschienen (Soll und Haben. Fernsehgespräche). Daneben ist Vogl mit seinen Begriffs-, Phänomen- und Gesellschaftsanalysen in zahlreichen Interviews innerhalb deutschsprachiger Medien, Magazine und Feuilletons öffentlich bekannt, wie z. B. in den Kulturfernsehmagazinen ttt und Kulturzeit, in Die Zeit, taz oder FAZ als auch in Hohe Luft und Philosophie Magazin.

## Preise und Stipendien
- 1979: Studienförderung durch die Studienstiftung des deutschen Volkes.
- 1987: Promotionsförderung durch die Studienstiftung des deutschen Volkes.
- 1988: Deutsch-französischer Übersetzerpreis der DVA-Stiftung.
- 1991–1992: Fellow an der Maison des Sciences de l’Homme, Paris.
- 1992–1994: Postdoktorandenstipendium der DFG.
- 1995–1997: Habilitationsstipendium der DFG.
- 2001–2002: Visiting Fellow am Internationalen Forschungszentrum Kulturwissenschaften (IFK), Wien.
- 2022: Günther Anders-Preis für kritisches Denken [9]

## Schriften
- mit Thomas Anz (Hrsg.): Die Dichter und der Krieg. Deutsche Lyrik 1914–1918. Hanser, München 1982, ISBN 3-446-13470-0.
- Orte der Gewalt. Kafkas literarische Ethik. (=Diss. München, 1990) Fink, München 1990, ISBN 3-7705-2653-8. Wiederveröffentlicht: diaphanes, Zürich / Berlin 2010, ISBN 978-3-03734-100-1.
- (Hrsg.): Gemeinschaften. Positionen zu einer Philosophie des Politischen. Suhrkamp, Frankfurt am Main 1994, ISBN 3-518-11881-1.
- (Hrsg.): Kafka-Brevier. Reclam, Stuttgart 1995, ISBN 3-15-040024-4.
- mit Friedrich Balke (Hrsg.): Gilles Deleuze. Fluchtlinien der Philosophie. Fink, München 1996, ISBN 3-7705-3097-7; TB Suhrkamp ISBN 978-3-518-11919-8.
- mit Wolfgang Schäffner (Hrsg.): Michel Foucault/Herculine Barbin. Über Hermaphrodismus. Suhrkamp, Frankfurt am Main 1997, ISBN 3-518-11733-5.
- (Hrsg.): Poetologien des Wissens um 1800. Fink, München 1999, ISBN 3-7705-3308-9.
- Claus Pias, Lorenz Engell u. a. (Hrsg.): Kursbuch MedienKultur. DVA, Stuttgart 2000, ISBN 3-421-05310-3.
- Kalkül und Leidenschaft. Poetik des ökonomischen Menschen. diaphanes, Zürich / Berlin 2002, ISBN 3-935300-46-8.
- mit Bernhard Siegert (Hrsg.): Europa. Kultur der Sekretäre. diaphanes, Zürich / Berlin 2003, ISBN 3-935300-38-7.
- Gesetz und Urteil. Beiträge zu einer Theorie des Politischen. VDG, Weimar 2004, ISBN 3-89739-344-1.
- mit Anne von der Heiden (Hrsg.): Politische Zoologie. diaphanes, Zürich / Berlin 2007, ISBN 978-3-935300-94-0.
- Über das Zaudern. diaphanes, Zürich/Berlin 2007, ISBN 978-3-03734-020-2.
- mit Friedrich Balke und  Benno Wagner (Hrsg.): Für alle und keinen. Lektüre, Schrift und Leben bei Nietzsche und Kafka. diaphanes, Zürich / Berlin 2008, ISBN 978-3-03734-039-4.
- mit Sabine Schimma (Hrsg.): Versuchsanordnungen 1800. diaphanes, Zürich / Berlin 2008, ISBN 978-3-03734-028-8.
- mit Alexander Kluge: Soll und Haben. Fernsehgespräche. diaphanes, Zürich / Berlin 2009, ISBN 978-3-03734-051-6.
- Das Gespenst des Kapitals. diaphanes, Zürich 2010, ISBN 978-3-03734-116-2.
- Der Souveränitätseffekt. diaphanes, Zürich 2015, ISBN 978-3-03734-250-3.[10]
- Senkblei der Geschichten, mit Alexander Kluge, Diaphanes, Zürich 2020, ISBN 978-3-0358-0347-1.
- Kapital und Ressentiment. Eine kurze Theorie der Gegenwart, C. H. Beck, München 2021, ISBN 978-3-406-76953-5.
- mit Maren Jäger, Ethel Matala de Mazza (Hrsg.): Verkleinerung. Epistemologie und Literaturgeschichte kleiner Formen. de Gruyter, Berlin 2022, ISBN 978-3-11-112645-6.
- Meteor. Versuch über das Schwebende. C. H. Beck, München 2025, ISBN 978-3-406-82924-6.